# Obagues del riu Corb

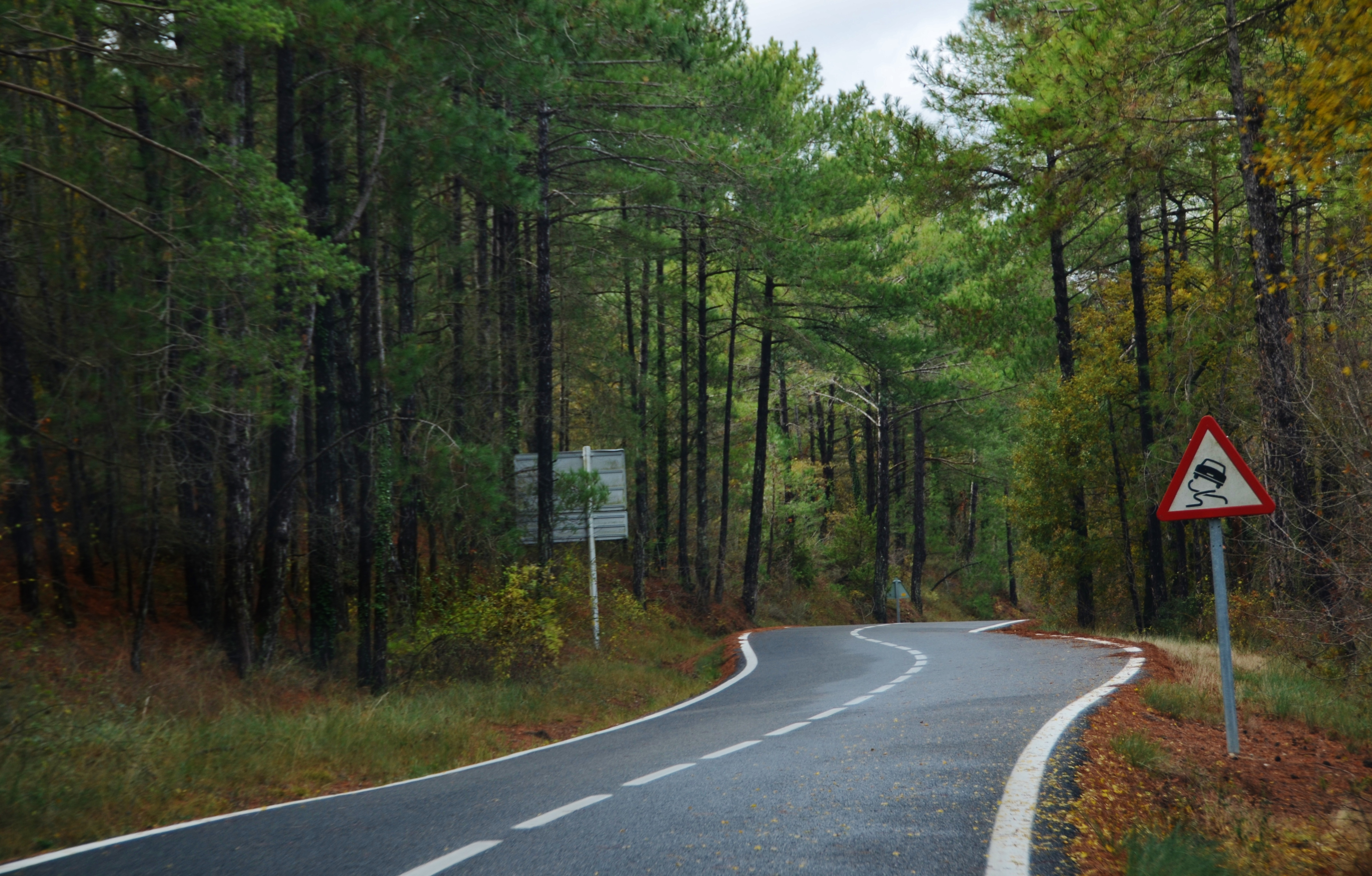
Pineda prop de Vallfogona de Riucorb

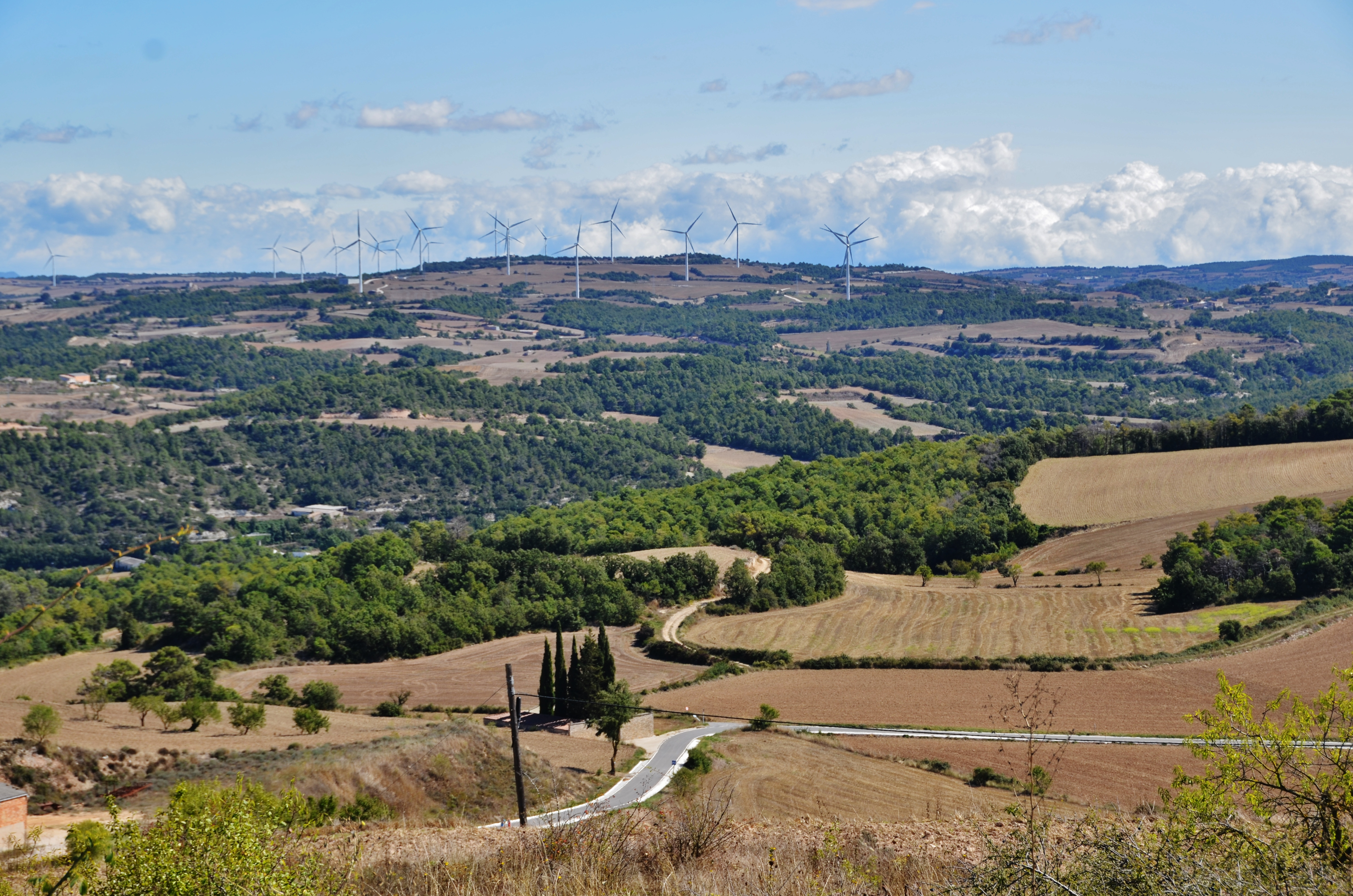
Vista parcial de les obagues des del castell de Savallà, Savallà del Comtat

Les obagues del riu Corb, amb una superfície de 2.270,12 ha, conformen un espai natural que s'ubica en el tram del riu Corb situat a la part nord de la Conca de Barberà. Té un microclima molt especial i la zona ha estat declarada Espai d'Interès Natural (PEIN) per ser un enclavament de vegetació submediterrània i eurosiberiana en una zona de secà i de clima continental.

## Situació
És l'espai més occidental de la depressió central oriental de ponent i forma part dels relleus que tanquen la baixa plana de la depressió central occidental. Cal remarcar el bon estat de conservació dels sòls vermells residuals, típics dels altiplans segàrrics.
S'estén en una superfície total de 2.270,12 ha al llarg de 7 municipis de la Conca de Barberà:
| Municipi                | Superfície (ha) | % sobre el total de l'espai |
| ----------------------- | --------------- | --------------------------- |
| Savallà del Comtat      | 703,97          | 31,01                       |
| Conesa                  | 561,82          | 24,75                       |
| Vallfogona de Riucorb   | 521,85          | 22,99                       |
| Llorac                  | 252,29          | 11,11                       |
| Passanant i Belltall    | 195,21          | 8,6                         |
| Santa Coloma de Queralt | 34,96           | 1,54                        |
| Forès                   | 0,03            | 0,001                       |

## Biodiversitat
El terreny està ocupat principalment per boscos (54,31%), encara que també tenen importància les terres agrícoles i àrees antròpiques (37,63%). Hi ha certa presència de zones amb vegetació arbustiva i herbàcia (7,55%) i algunes molleres i aiguamolls (0,52%).

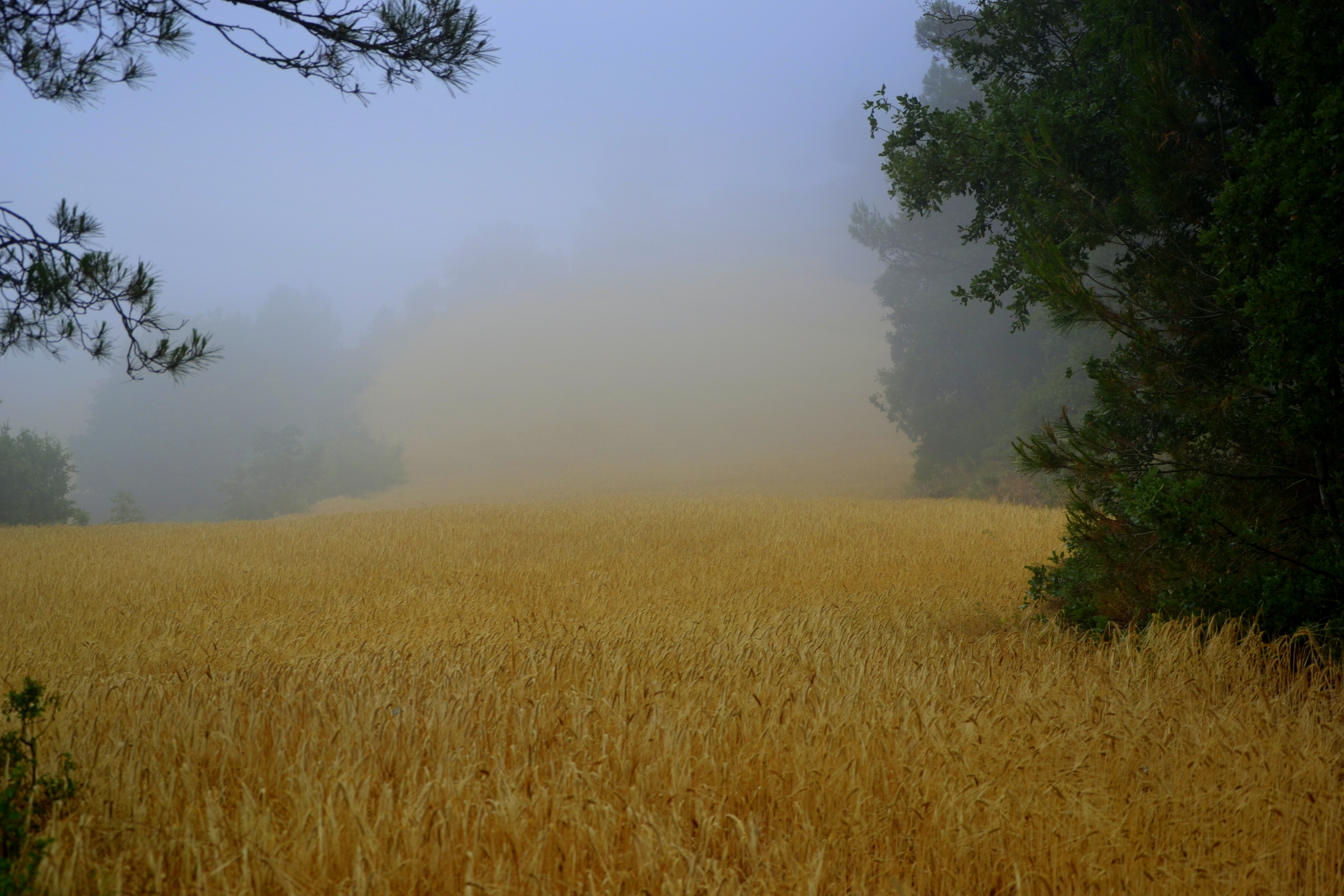
Zona de Vallfogona de Riucorb
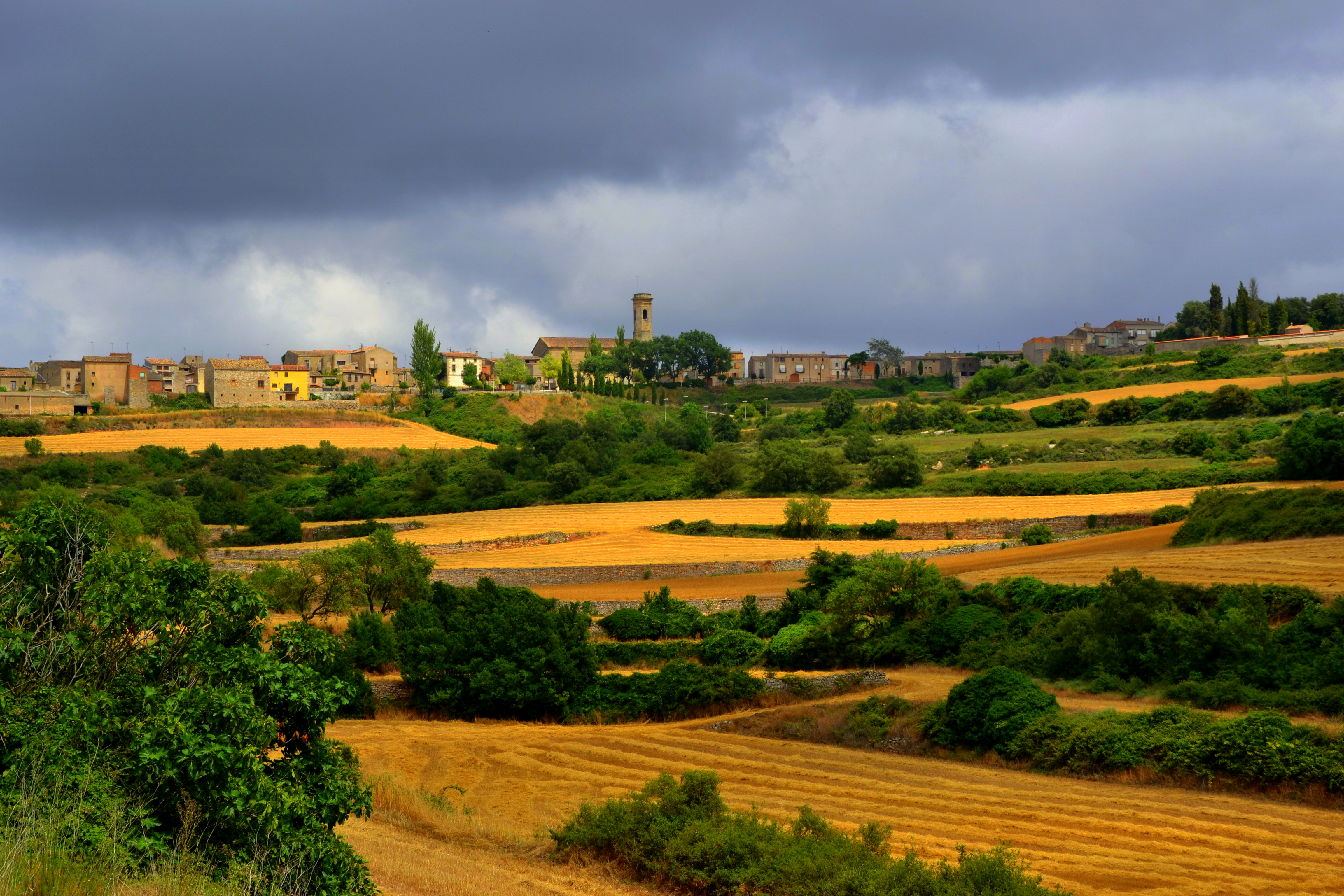
Zona de Passanant i Belltall
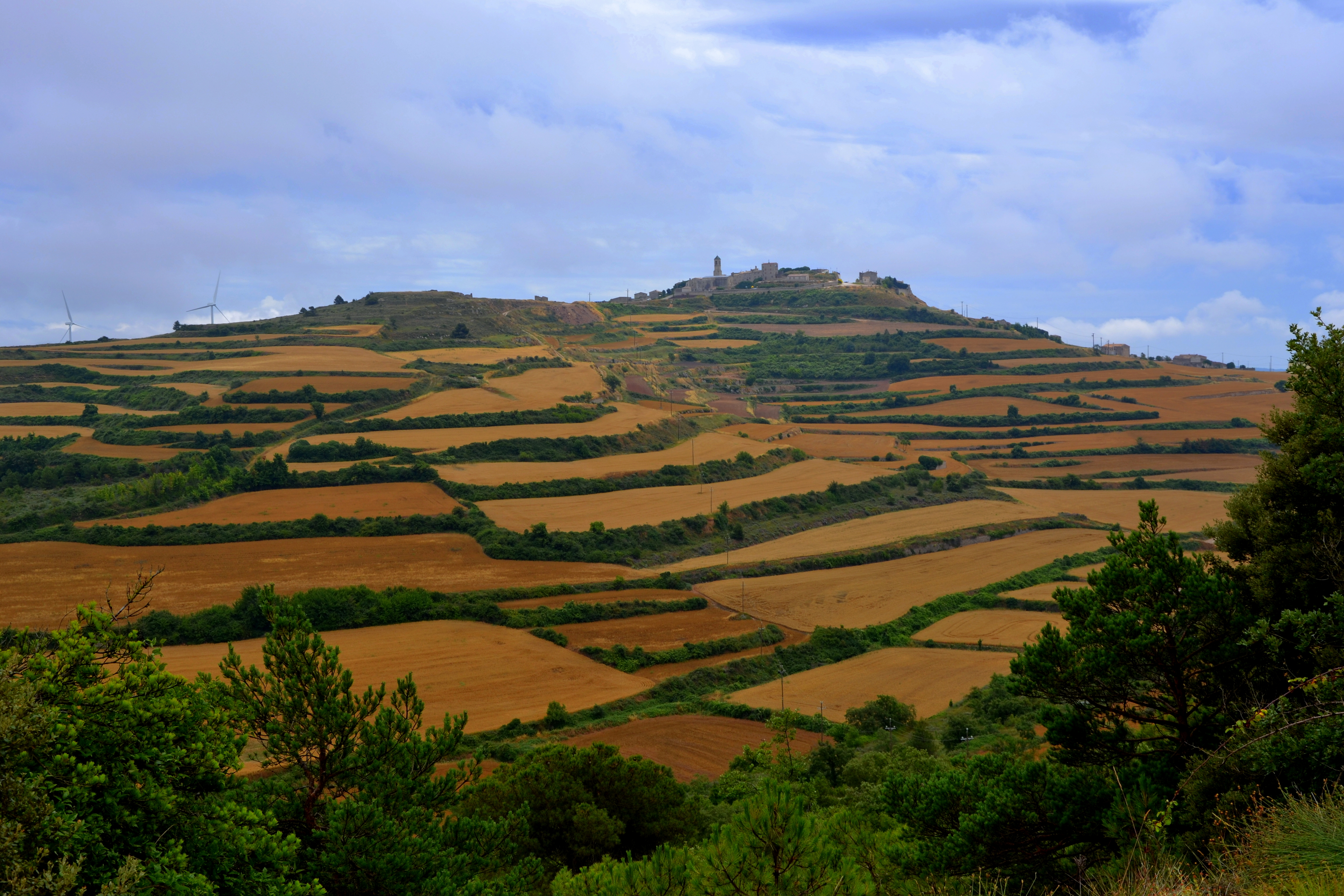
Zona de Forès
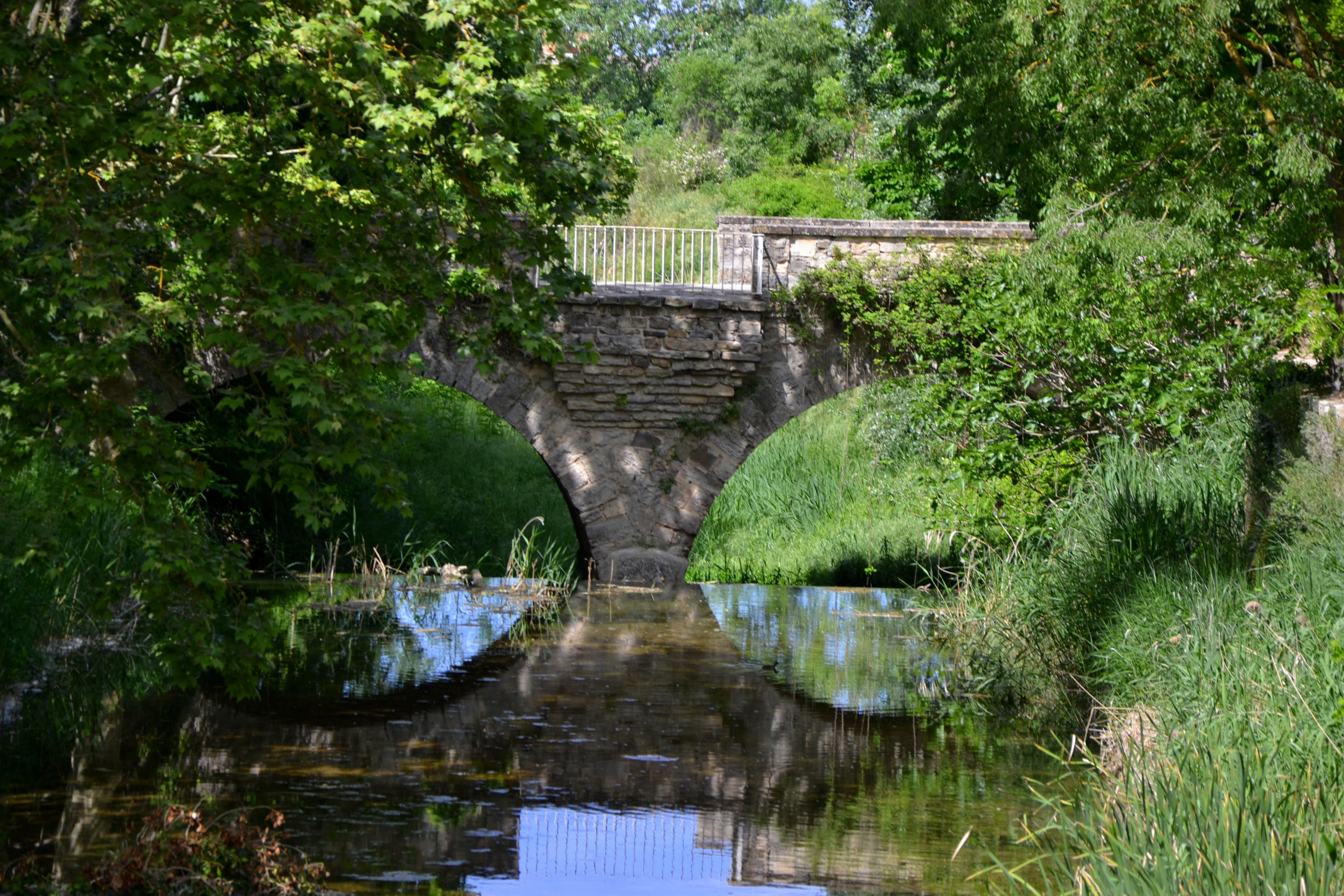
Pont sobre el riu Corb

### Flora

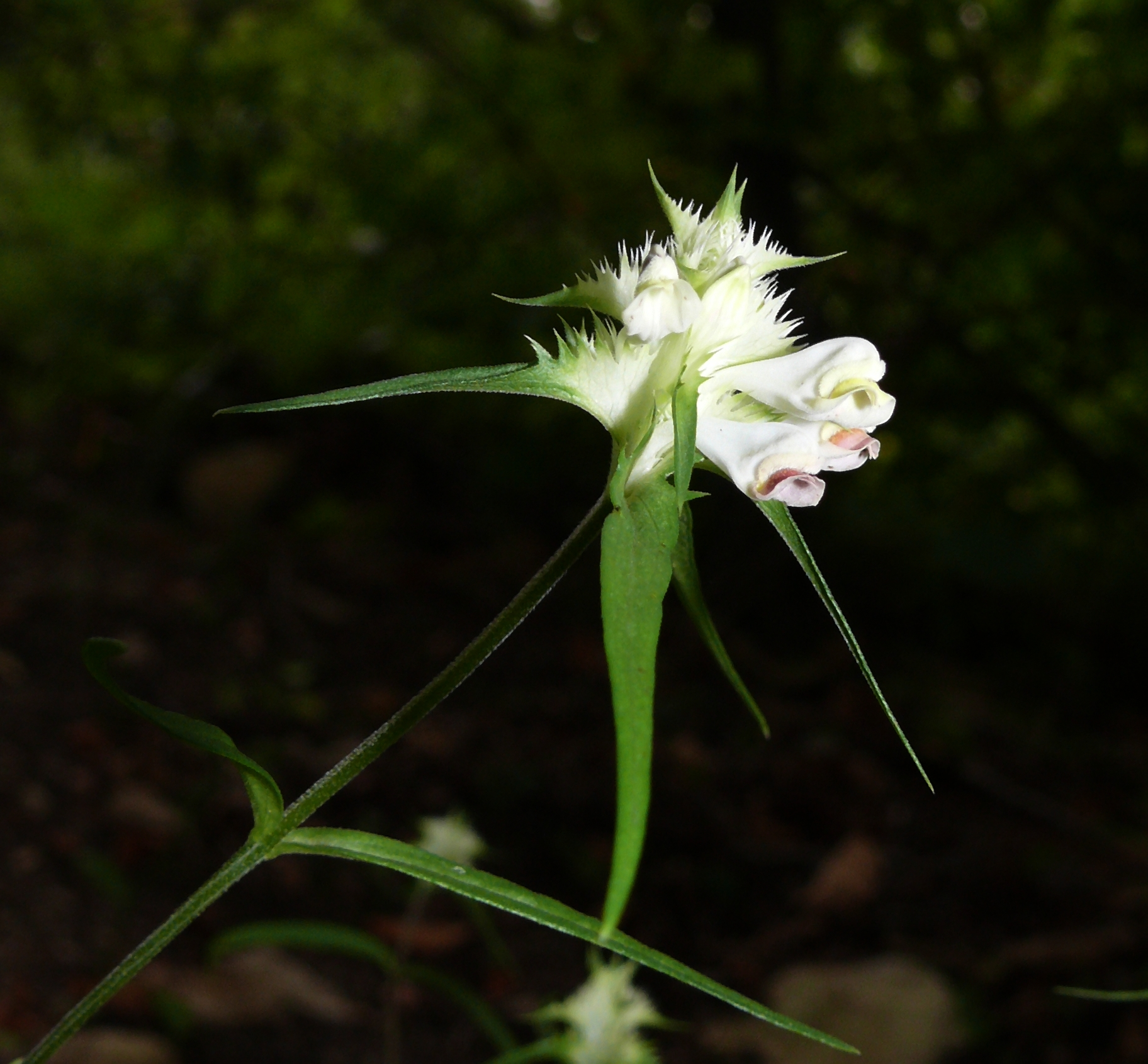
Melampyrum cristatum

L'interès de les obagues del riu Corb rau en el fet de presentar una de les irradiacions més extremes i meridionals de les rouredes submediterrànies que penetren en aquest territori a través de l'altiplà segàrric.
L'espai acull alguns elements propis de la roureda seca dins un país de carrascar (Quercetum rotundífoliae), amb pinedes de pi blanc i brolles calcícoles de romaní (Rosmarinus officinalis) i bruc d'hivern (Erica multiflora). A les obagues humides troben refugi alguns retalls de la roureda de roure de fulla petita (Quercus faginea), en la qual abunda la pinassa (Pinus nigra) i el pi roig (Pinus sylvestris).
És una de les localitats extremes on el roure presenta un desenvolupament més gran i forma poblaments importants, acompanyats d'altres plantes submediterrànies molt rares en aquest territori (com Buxus sempervirens, Melampyrum pratense, Daphne laureola, Juniperus communis i Amelanchier ovalis).
Aquests boscos submediterranis presenten l'interès d'allotjar algunes espècies pròpies dels boscos més humits de l'Europa central, arribades a aquestes terres durant períodes més freds del Quaternari i que, actualment, es conserven aprofitant els racons més ombrívols i humits. La presència d'aquestes plantes de caràcter eurosiberià dins un país eminentment sec i continental constitueix, per si mateixa, una notable singularitat botànica.
A les àrees més marginals, a les clarianes de la roureda, són freqüents els pradells de jonça (Aphyllanthes monspeliensis) i les brolles calcícoles amb bufalaga tinctòria (Thymelaeae tinctoria). Fora de les obagues, les condicions canvien bruscament i pren una gran preponderància el paisatge típic del país del carrascar.
Entre les espècies d'interès florístic de l'espai, hi figura el Melampyrum cristatum.

### Fauna

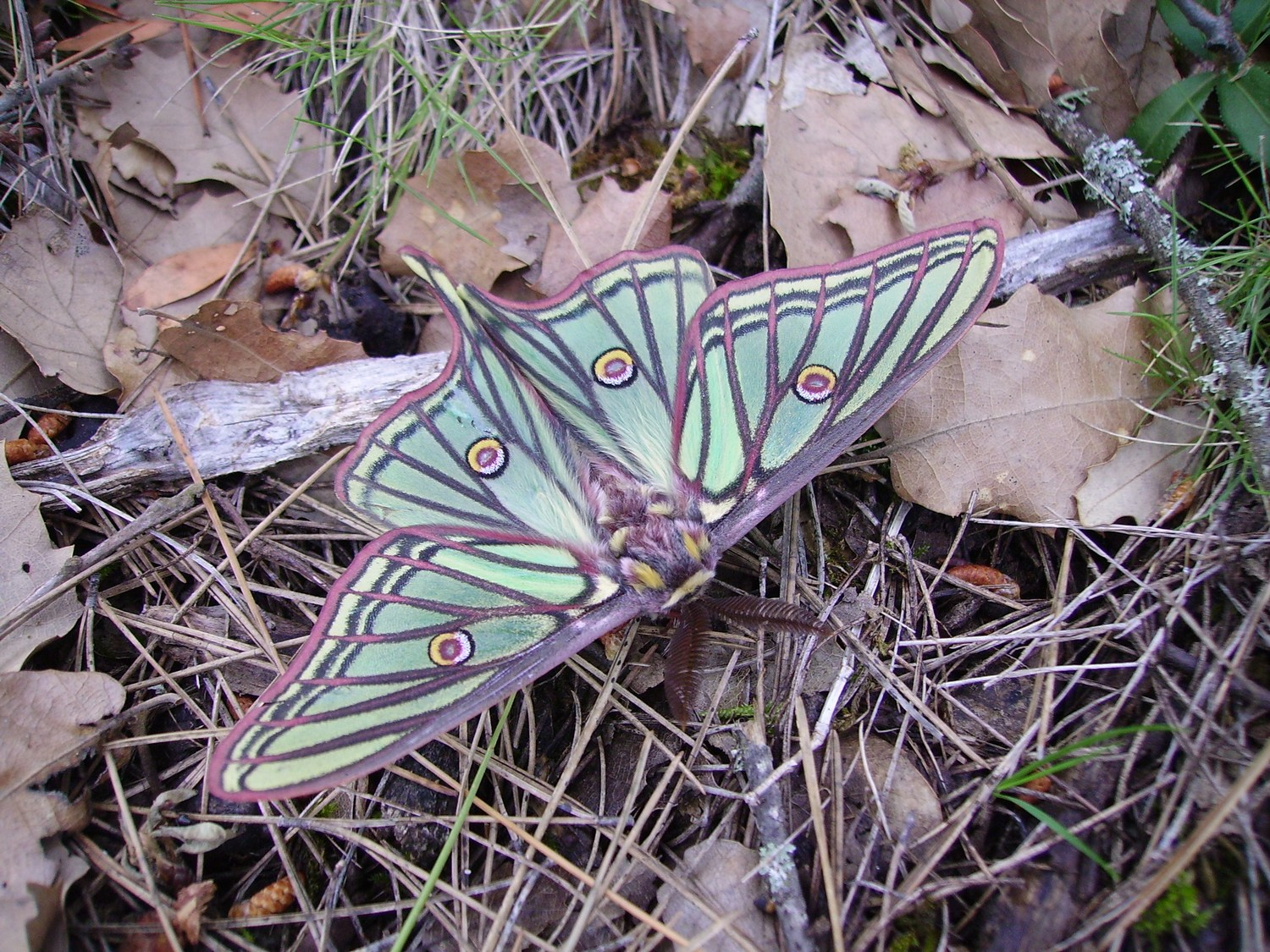
Graèllsia (Actias isabellae)

En aquest espai, gràcies al mosaic agropecuari de matollars, boscos i conreus, s'hi troben espècies interessants de la fauna vertebrada, com ara el gaig blau (Coracias garrulus), el mussol comú (Athene noctua), el llangardaix ocel·lat (Lacerta lepida) o la merla blava (Monticola solitarius).
Pel que fa als invertebrats, s'hi poden trobar lepidòpters d'interès, com ara graèllsia (Actias isabellae) o el coleòpter Carabus olympiae, així com el cranc de riu americà (Austopotamobius pallipes).

## Amenaces
L'espai presenta diverses amenaces, entre les quals podem assenyalar la problemàtica de la contaminació causada pels purins generats pel sector porcí i l'ús d'herbicides i fitosanitaris en l'agricultura. Dins l'espai, hi ha també un abocador incontrolat; i cal esmentar que, en l'aigua de pous a Savallà del Comtat, s'hi troba una concentració considerable de metalls pesants.